# Roland Hefter

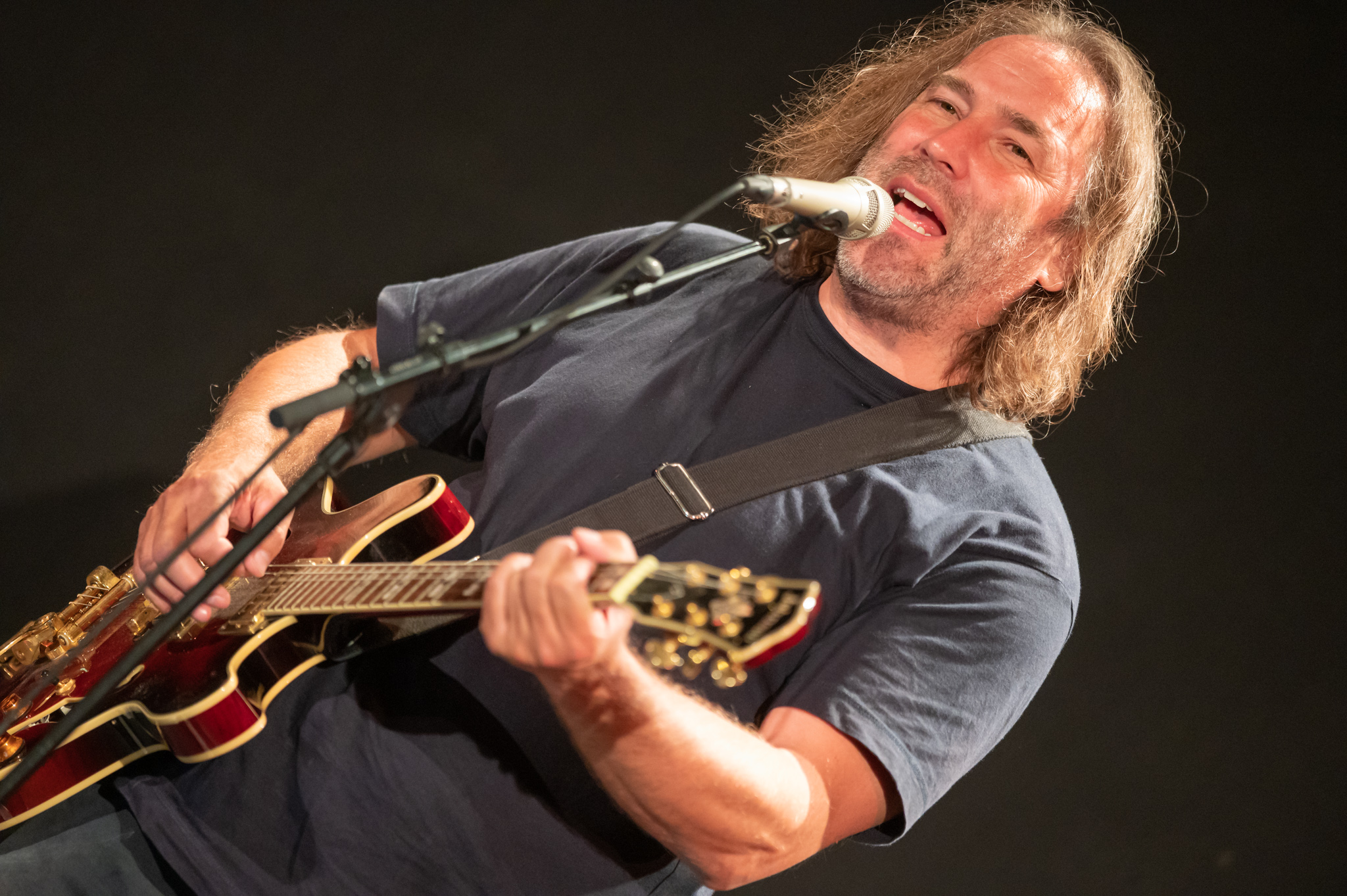
Roland Hefter, 2021

Roland Hefter (* 1967 in München) ist ein deutscher Schauspieler, Kabarettist, Liedermacher, Sänger und Kommunalpolitiker.

## Leben
Roland Hefter wurde in München geboren und wuchs im dortigen Stadtviertel Waldperlach auf. Er ist gelernter Schildermacher und Grafiker.
Neben seinem Solo-Bühnenprogramm tritt Hefter zusammen mit Wolfi Hierl, Erich Kogler, Babs Margeth und Stephan Reiser als Band „Isarrider“ auf. Gemeinsam mit den Musikern und Kabarettisten Keller Steff und Michael Dietmayr steht er mit dem Programm „3 Männer – nur mit Gitarre“ auf der Bühne. Hefter war unter anderem mehrmals Gast in der Volkssänger-Revue Brettl-Spitzen im BR-Fernsehen. Seit 2016 tritt er zudem als Support für die Kabarettistin Monika Gruber auf.
Seit der Landtagswahl in Bayern 2018 gehört er zum inneren Kreis der Initiative „Künstler mit Herz“, die sich in einem Video gegen die AfD wandte. Im Jahr 2020 schaffte Roland Hefter bei der Kommunalwahl für die SPD den Einzug in den Münchner Stadtrat. Dort setzte sich Hefter während der Corona-Pandemie für Musiker ein und schlug vor, ihnen über muenchen.de, die offizielle Website der Stadt, zu mehr Reichweite zu verhelfen. Im Stück und Musikvideo Genderpolizei wandte er sich 2023 gegen geschlechtergerechte Sprache. Bei der Landtagswahl in Bayern 2023 kandidierte er auf dem letzten SPD-Listenplatz und wurde nicht gewählt.

## Werke

### Diskografie
- So lang’s no geht – CD
- Des werd scho no – CD
- I dad’s macha – CD

### Filmografie (Auswahl)
- 2009–2011: Der Kaiser von Schexing (Fernsehserie, Nebenrollen)
- 2012–2014: München 7 (Fernsehserie)
- 2018: München Grill (Fernsehserie)[8]
- 2020: Ausgrissn! In der Lederhosn nach Las Vegas
- 2021: Mit dem Rückwärtsgang nach vorn
- 2021: Fraueng’schichten (Fernsehserie)
- Gast: Brettl-Spitzen (Volkssänger-Revue im BR)
- Gast: Vereinsheim Schwabing (Kleinkunstshow im BR)